# Приставання до Мейбл
Приставання до Мейбл (англ. Wished on Mabel) — американська короткометражна кінокомедія Роско Арбакла 1915 року.

## Сюжет
У матері Мейбл злодій вкрав у парку годинник, але сам втратив його. Фатті, знайшовши годинник, підніс його Мейбл як подарунок…

## У ролях
- Мейбл Норманд — Мейбл
- Роско ’Товстун’ Арбакл — Фатті

- Еліс Девенпорт — мама Мейбл
- Джо Бордо — злодій
- Едгар Кеннеді — поліцейський
- Глен Кавендер — поліцейський в штатському в парку
- Біллі Гілберт — шериф
- Френк Долан — чоловік, який ковтнув бджолу
- Тед Едвардс — чоловік на лаві